# Бруннер, Эмиль
Хайнрих Эмиль Бруннер (нем. Heinrich Emil Brunner; 23 декабря 1889[…], Винтертур, Цюрих — 6 апреля 1966[…], Цюрих) — швейцарский протестантский теолог, профессор Университета Цюриха. Известен своими трудами в области диалектического богословия.

## Жизнь и деятельность
Эмиль Бруннер родился в Винтертуре, близ Цюриха. Учился в университетах Цюриха и Берлина. В 1913 году получил степень доктора богословия за диссертацию «Символическая составляющая в религиозном знании». С 1916 по 1924 г. служил пастором в деревне Обсталден (Obstalden) в кантоне Гларус (Glarus). В 1921 году Бруннер публикует работу «Опыт, знание и вера» — своё квалификационное сочинение (т. н. Habilitationsschrift — пост-докторальная диссертация, предъявляемая для получения постоянной должности (тенюре) профессора), и в 1922 году получает должность приват-доцента в Цюрихском университете. В 1924 году выходит ещё одна книга: «Мистика и Слово» (Die Mystik und das Wort), в которой критикуется «либеральное богословие» Фридриха Шлейермахера. В том же году Бруннер становится профессором систематического и практического богословия университета Цюриха — пост, который он занимает вплоть до выхода на пенсию в 1953 году. В 1927 году выходят две книги Бруннера «Философия религии с точки зрения протестантского богословия» и «Посредник»: объёмное исследование личности и деятельности Христа. После поездок в качестве лектора по различным университетам Европы и США, Бруннер публикует сочинение «Бог и Человек» (1930) и в 1932 году «Божественный императив». Свои богословские изыскания Бруннер продолжил в работе «Мятежный человек» (1937) и «Истина как встреча» (1938). В течение одного года (1938-39) Бруннер преподавал в Принстонском университете в США.
После войны Бруннер прочёл курс лекций «Христианство и цивилизация» в рамках престижных гиффордских лекций в университете св. Андрея в Эдинбурге (1946—1947). В 1946 году выходит первый том magnum opus Бруннера — 3-томной «Догматики» — под названием «Христианское учение о Боге». Второй том — «Христианское учение о творении и искуплении» — вышел в 1950 году. В 1953 году он оставляет должность руководителя богословской кафедры и занимает место приглашённого профессора в недавно открывшемся Христианском университете в Токио, где преподаёт до 1955 года. После возвращения из Японии у Бруннера случилось кровоизлияние в мозг, которое серьёзно ограничило возможность продолжать работу. В 1960 году был опубликован заключительный том «Догматики» — «Христианское учение о Церкви, вере и конце мира». Эмиль Бруннер скончался в Цюрихе 6 апреля 1966 года.

## Главные богословские темы
Главным объектом критики Бруннера было «либеральное богословие» Фридриха Шлейермахера, который утверждал, что Бог познаваем естественными способностями человека. Богословие Бруннера — это последовательное обличение попыток постичь Бога своим разумом, без участия Откровения и поставить богопознание в зависимость от философии.
«Если Бог таков… каким его представляет философия теизма, значит это не Бог библейского откровения, всемогущий Господь и Создатель, Святой и Милостивый. Но если мы говорим о Боге откровения, то это совсем не тот Бог, которого проповедует теистическая философия»
Формулируя библейское, по его мнению, определение истины откровения, Бруннер заимствовал идеи двух мыслителей-экзистенциалистов — Фердинанда Эбнера и Мартина Бубера. Труд последнего «Я и Ты» оказал решающее значение на бруннеровскую концепцию истины как встречи Бога и человека. Чтобы познать природу божественного откровения необходимо различать два вида истины: «истина-оно» и «истина-Ты». Первое применимо к миру вещей, второе — миру людей. Между предметами и людьми существует фундаментальное различие.
Бруннер считал, что проблемы современного богословия по большей части обусловлены мышлением, противопоставляющим субъект и объект познания, а затем подчиняющего один другому. Эта модель была заимствована из области неодушевленных предметов. В результате естественные науки стали считаться критерием истины, а независимый разум — единственным достойным методом познания.
Однако богословие, которое отождествляет познание Бога с познанием предметов (подобно познанию космоса или элементарных частиц) оказывается в заведомо ложном направлении. Сама сущность христианства заключается в событии встречи человека с Богом. Богопознание глубоко личностно в том смысле, что оно выходит за рамки субъектно-предметного постижения, требуя личного решения, выбора и принятия на себя обязательств:
«Истина как встреча — это не просто правдивая информация. Это истина, разрушающая безличные понятия истины и разума. Она может быть выражена только в форме Я-Ты».
Истина, таким образом, переломный момент встречи человека с Богом, когда Бог говорит, а человек отвечает. Только такая истина отдает должное свободе, инаковости человеческой личности, при которой возможны подлинные взаимоотношения с Богом.
"Эта истина приходит к человеку как призыв. Она не появляется как результат долгих раздумий, и потому с самого начала накладывает на меня определённые обязательства.
По мнению Бруннера, слова и суждения о Боге не могут считаться откровением, поскольку неизбежно воплощают Его в себе и возвращают в область материальных предметов.
«Ни слово, ни речь не способны передать тайну Бога как Личности»
Истинное откровение — это всегда событие личных взаимоотношений в момент встречи, преодолевающее субъектно-объектное деление и открывающее человеку Бога:
«Откровение — это… не просто передача знаний. Это животворное, обновляющее общение»
Такое откровение связано, несомненно, с воплощением Бога в Иисусе Христе и «внутреннем свидетельстве Святого Духа об Иисусе Христе». Последнее дает верующему возможность всегда находиться в присутствии Христа:
«Только в этом Слове Святого Духа Божественное откровение в Иисусе Христе преображается в живое и действенное слово Божье, обращенное к человеку, в котором метафора исторического откровения Deus dixit (Бог сказал), превращается в Deus dicit (Бог говорит)».
Главным в учении Бруннера об откровение была мысль о том, что Бог сообщает не набор сведений о Себе, а Самого Себя. Но может ли откровение обойтись без слов? Бруннер признавал, что знание о Боге, выраженное в словах — естественный результат встречи человека с Богом. Несомненно, она дает повод к размышлениям о Боге и их словесному выражению. Однако Бруннер настаивал на четком разделении буквального знания и откровения как такового:
«Слово представляет собой опосредованное откровение, свидетельствующее об истинном откровении — Иисусе Христе, олицетворении Бога».
«Слово, оформившееся в человеческую речь, является откровением лишь в косвенном смысле. Это откровение, свидетельствующее о Нем».
Даже апостольское свидетельство, как бы важно ни было оно для нас, не должно становиться объектом веры, хотя оно и составляет неотъемлемый элемент христианской веры. В связи с эти отношение Бруннера к Св. Писанию было двояким. С одной стороны Библия является незаменимым свидетельством о Боге и источником веры и богословских учений. Выполняя свои функции, Библия служит основой и критерием истинности христианского вероучения. Но, с другой стороны, Писание нельзя называть непогрешимым буквальным обращением Бога к человечеству.
«Писание и, прежде всего, апостольское свидетельство о Христе — это „колыбель для Христа“ (Лютер). Это „слово“, вдохновленное Божьим Духом и одновременно принадлежащее человеку. Его „человеческая природа“ придает ему слабость и несовершенство, свойственное всему человеческому».
«Слово Писания не следует считать истиной в последней инстанции, поскольку верховным авторитетом остается сам Иисус Христос. Исследуя библейские учения, мы видим в Писании не авторитет, а источник той самой истины, которая и обладает непререкаемым авторитетом».
Именно это категорическое разделение предметной и личностной верой было слабым местом учения Бруннера. Без вербального выражения божественное откровение не способно стать исповеданием и служить источником и нормой христианского вероучения. Оно превращалось в безмолвное чисто субъективное переживание. Несмотря на то, что и сам Бруннер осознавал «ахиллесову пяту» своего учения, он продолжал настаивать на невербальной природе откровения и несоответствия Божьего слова человеческому, библейскому. В результате он так и не смог найти объективный критерий истинности христианского учения.
«Лишь усилием воли Бруннер не допускал полного разрыва с традицией авторитетности Библии»

## Разногласия с Карлом Бартом
Бруннер всегда стремился провести границу между своим вкладом в богословие и учением Карла Барта, делая упор на двух основных различиях: положением «общего откровения» и учения о Боге, в частности, об избрании и предопределении. Разрыв между Бруннером и Бартом произошел в середине 1930-х годов. Бруннер опубликовал эссе под названием «Природа и благодать», в котором утверждал, что Барт заблуждается, отрицая присутствие божественного откровения в природе, поскольку «в этом случае Слово Божье не могло бы проникнуть в сердце человека, полностью утратившего способность понять Бога. Представление обычного человека о Боге, законе и его собственной зависимости от Бога может быть сбивчивым и искаженным. Но и в таком виде оно необходимо в качестве точки соприкосновения с божественным откровением».
На эссе Бруннера Барт ответил работой под названием «Нет!»:
«Я вынужден сказать „Нет!“ Бруннеру, его друзьям и ученикам, и всем, кто разделяет его точку зрения».
Барт резко обвинил Бруннера в пособничестве «богословию компромисса», приведшему к капитуляции немецкой церкви перед нацистской идеологией. Более того, он обвинил Бруннера в отрицании спасения по благодати через веру и возвращению к католическому или неопротестантскому (либеральному) учению о спасении, предполагавшему взаимодействие между благодатью и человеческими усилиями.
«Если опытный пловец спас тонущего человека, вправе ли тот заявлять о своей „способности быть спасенным“ на том лишь основании, что он человек, а не кусок свинца? Ведь для этого ему пришлось бы помочь своему спасителю, сделав хотя бы несколько движений! Неужели Бруннер действительно так думает?»
Евангелие, писал Барт, не нуждается в иной точке соприкосновения с человеком, чем та которая возникает под действием Св. Духа, что каждый раз является чудом.
Бруннер был глубоко задет резкими выпадами Барта. На протяжении всей своей деятельности он возвращался к ним в попытке прояснить свою позицию и высказать критику в адрес Барта. В первом томе своей «Догматики» он писал:
«Барт, отстаивая главный для себя вопрос, по которому между нами существует полное и решительное согласие, увлекшись своей „генеральной уборкой“, отбросил многое из того, что не имеет ничего общего с естественным богословием и, более того, является неотъемлемой частью библейской истины. Своим односторонним подходом в борьбе за правое дело он повредил библейскому богословию, чем создал лишние препятствия на пути распространения своих идей». Главным объектом критики Бруннера стало учение Барта об избрании, которое он считал совершенно необоснованным и ведущим к универсализму. Бруннер разработал собственное учение об избрании в противовес и Барту, и классической кальвинистской доктрине двойного предопределения. Недостаток этих теорий, по мнению Бруннера, заключался в том, что в попытке проникнуть в вечную суть божественного избрания их создатели вышли за пределы всего сказанного или подразумеваемого в божественном откровении. Бруннер отвергал всякую «логическую теорию» избрания в пользу, как он считал, в полном смысле слова диалектического, а потому библейского представления:
«Вера в Иисуса Христа является залогом избрания, так же как неверие лишает человека возможности быть избранным. Другого избрания нет, как нет и других избранных, кроме верующих».